# Osiris (banda)
Osiris es una banda de rock, originaria de Manama, Baréin, formada en el año de 1980 por seis miembros que nunca han dejado el grupo desde su formación. Es considerado [cita requerida] como uno de los principales precursores del rock bareiní. Su álbum más conocido [cita requerida] es el su debut Osiris, de 1982.
El grupo en sí no es conocido en su país natal, pero fuera del mismo son más conocidos en Europa. Es considerado para muchos conocedores, [cita requerida] un grupo de culto debido a la sonoridad oriental de sus trabajos. 
Ha colaborado con grandes grupos del rock progresivo como Camel (siendo éste siendo uno de los grupos que más influyeron a Osiris) y King Crimson, entre otros.
Sus álbumes están en inglés, pero tienen temáticas de sus canciones acerca de la cultura egipcia y árabe, también sobre el viento, fuego, experimentalismo, y perdición, entre otros.

## Integrantes

### Formación actual
- Mohammed Al-Sadeqi - vocal, guitarra
- Nabil Al-Sadeqi - batería, percusión
- Abdul Razak Aryan - órgano, teclados
- Martin Hughes - flauta, guitarra, coros
- Khalid Al-Shamlan - piano, teclados, coros
- Hadi Saeed - bajo

## Discografía

### Álbumes de estudio
- 1982: "Osiris" (lanzado por el propio grupo)
- 1984: "Myths & Legends" (lanzado por el propio grupo)
- 1988: "Reflections" (lanzado por el propio grupo)
- 2007: "Visions from The Past" (Musea)
- 2020: "Take a Closer Look" (Musea)

### Recopilaciones
- 2002: "Beyond Control: Live" (Musea)
- 2010: "Tales of the Divers" (Musea)